# Bota Jodhpur

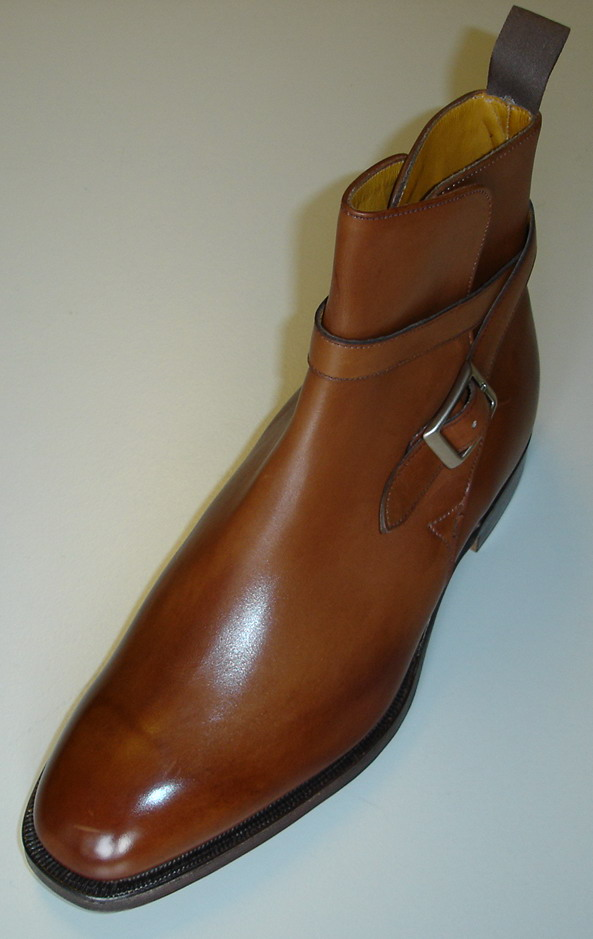
Bota Jodhpur de moda con correa de tobillo clásica

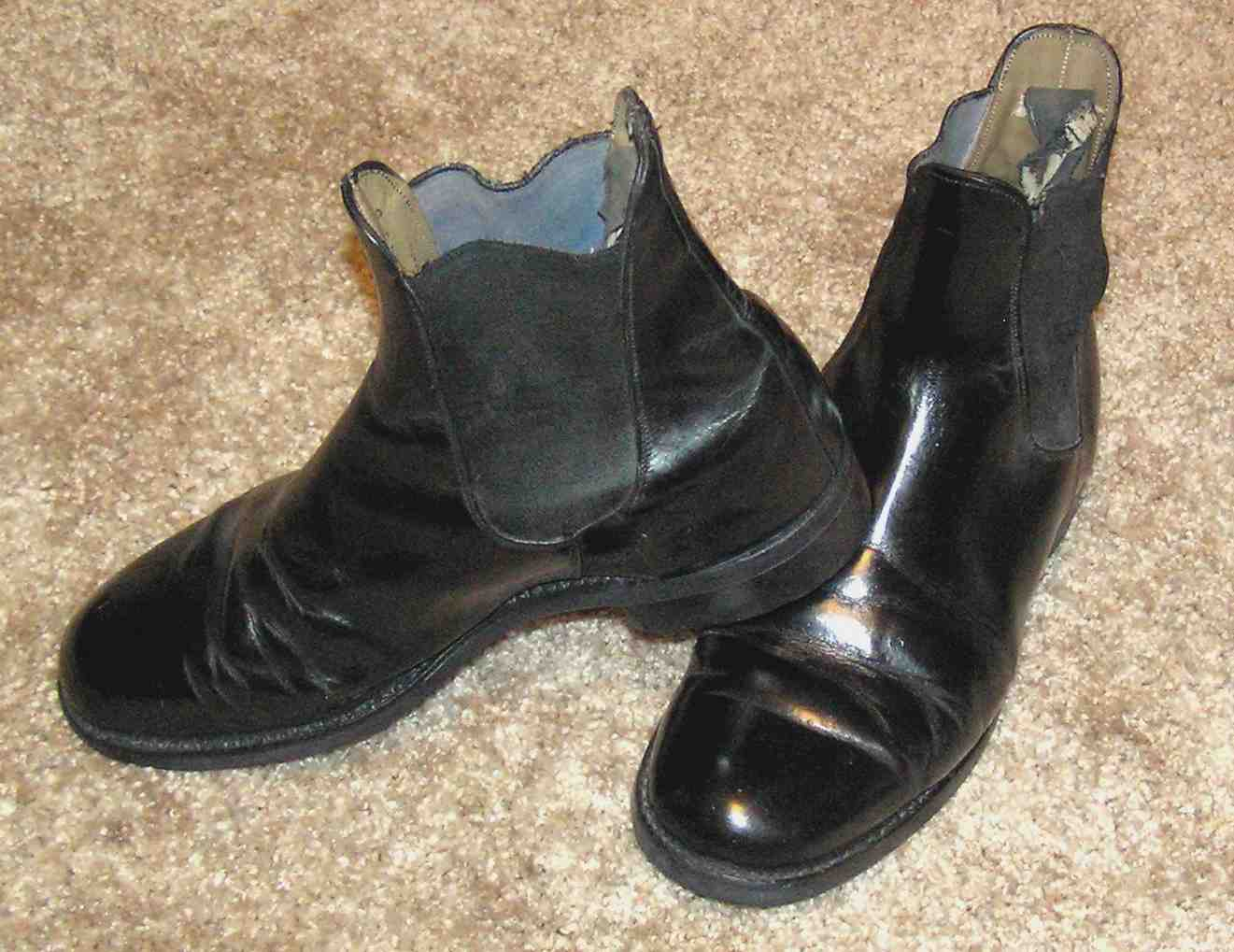
Un par de modernas botas de montar de estilo Jodhpur con laterales elásticos

La bota Jodhpur es una bota de tobillo o botina  diseñada como bota de montar con una puntera redondeada y un tacón bajo. Originalmente se ataban con una correa y una hebilla pero hoy el término también incluye diseños con correas que no giran enteramente alrededor del tobillo y aquellas con el diseño de un elástico lateral sin correa también conocidas como botas Chelsea. Un diseño de bota de montar estrechamente relacionado con este se conoce como bota paddock, particularmente si se ha modificado para tener un cierre frontal con cordón. Se llama así por Jodhpur, la segunda ciudad más grande en el estado indio de Rajasthan.

## Historia

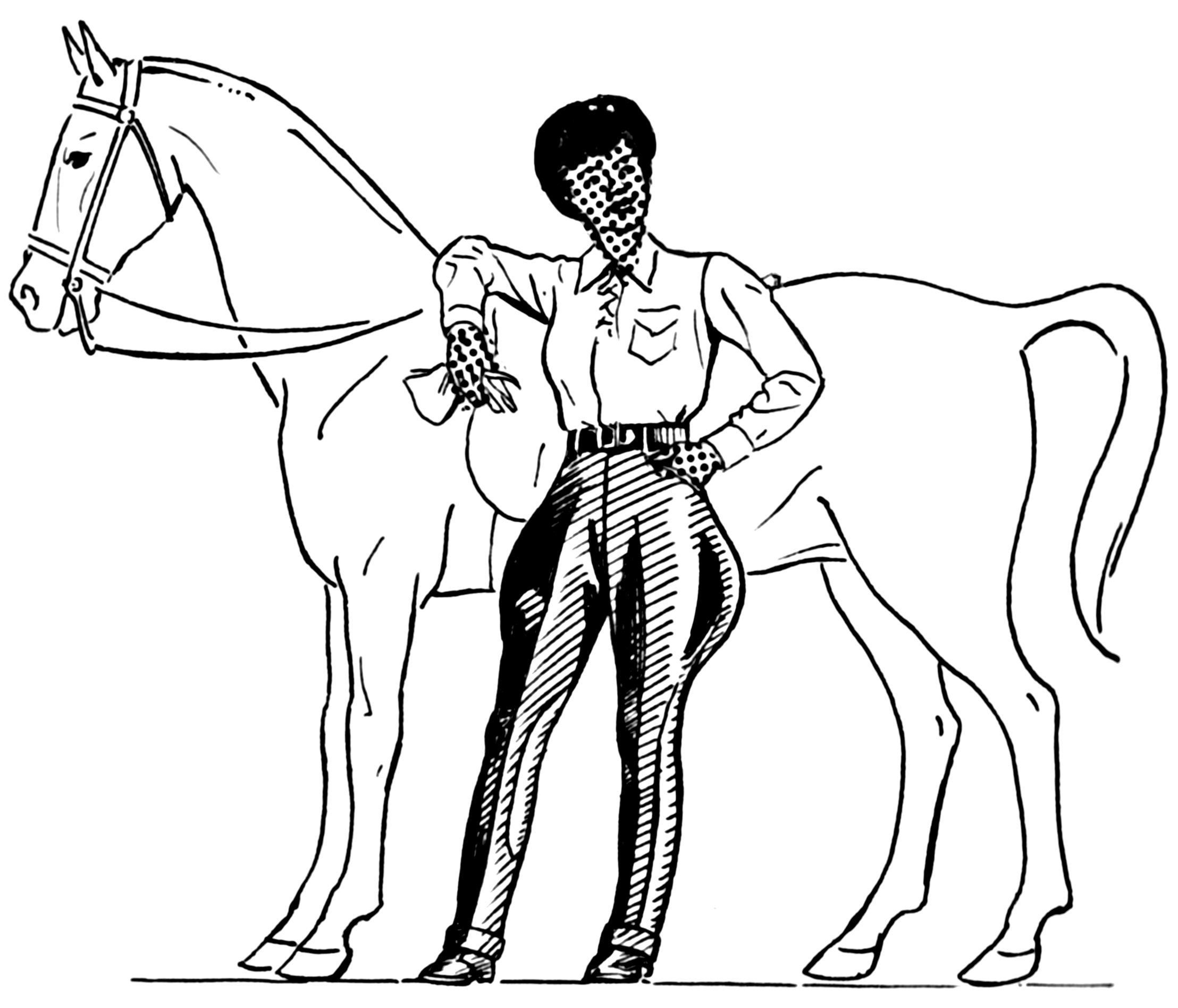
Las botas Jodhpur para equitación clásica tienen una anchura extra en el área de muslo para dejar el movimiento de pierna lateral en la silla.

Las botas Jodhpur se originaron en India en los años 1920, y fueron usadas primero por jinetes de polo locales. Llevar Jodhpurs pronto se volvió una tendencia en el mundo Occidental y Saks Quinta Avenida empezó a venderlas en tan pronto como en 1927. Un artículo de Vogue en aquel año escribió que las botas Jodhpur eran "correctas en cada uno de sus detalles para espectáculos de verano" y apuntaba que se complementaban con una vara de mando y guantes de cuerda canaria.